# الشيخ حبيب الراعي
الشيخ حبيب الراعي (بالإنجليزية: Shaikh Habib Al-Raee)‏ كان قديسًا صوفيًا رفيع ويحافظ على مكانته الكبرى بين جميع الشيوخ، كان رفيقًا لسلمان فارسي، كان والده، الشيخ سليم الراعي، مؤسس السلف الأكبر وأصله أرين، وروى أن محمد ﷺ قال: «إن نوايا المؤمن أفضل من أفعاله»، كان لديه قطعان من الأغنام وكان منزله على ضفة الفرات، كان طريقه الديني الانعزال من هذا العالم.

## المعجزات
شيخ معين يعلق على النحو التالي: «بمجرد مروري وجدته يصلي، بينما كان الذئب يراقب أغنامه، لقد عقدت العزم على القيام بزيارة له لأنه بدا لي أنه يحمل علامات العظمة، عندما تبادلنا التحية، قلت،» يا شيخ! أرى الذئب في وفاق مع الخراف «. أجاب:» هذا لأن الراعي في وفاق مع الله"، وبهذه الكلمات، كان يحمل وعاءًا خشبيًا تحت صخرة يتدفق منها نوافير: واحد من الحليب والآخر من العسل. "يا شيخ!«بكيت وهو يعرض علي الشراب،» كيف وصلت إلى هذه الدرجة؟«أجاب:» بطاعة محمد رسول الله. يا ابني! الصخرة أعطت الماء لأهل موسى، على الرغم من أنهم تمردهم عليه، وعلى الرغم من أن موسى ليس مساويًا لمحمد ﷺ: لماذا لا تمنحني الصخرة الحليب والعسل، طالما أنني مطيع لمحمد، وهو أفضل من موسى؟: قلت: «أعطني كلمة مشورة». قال: «لا تجعل قلبك صديقيًا من الطمع وبطنك وعاء من الأشياء غير القانونية.» 

## النسب الروحاني
كان الشيخ حبيب الراعي تابعي، أي كان تابعا لصحابة محمد.
1. مُحَمَّد بنِ عَبد الله بنِ عَبدِ المُطَّلِب
2. سلمان الفارسي
3. الشيخ حبيب الراعي

## نسب الأجداد
نسب الأجداد للشيخ حبيب الراعي هي كما يلي:
1. فهر قريش / فهر بن مالك[7]
2. غالب (شقيق أبو تيم عامر)[8]
3. لؤي بن غالب
4. قيس
5. عمر
6. عبد مناف بن قصي[9]
7. عبد الدار بن قصي[10]
8. حارس
9. الشيخ سليم الراعي
10. الشيخ حبيب الراعي

ينتمي الشيخ حليم الراعي بن الشيخ حبيب الراعي أيضًا إلى قبيلة العرين، وهاجر مع محمد بن قاسم إلى ملتان إلى جانب جيشه.